# Ebrei
Gli ebrei (in ebraico יְהוּדִים עברי‎?, ʿivrîˈ, anche יְהוּדִים‎, Yhudim o jehuˈdim) consistono in un insieme di comunità costituenti un gruppo etnoreligioso e i fedeli di una religione, che trae origine dagli Israeliti del Vicino Oriente antico. Nazionalità e religione ebraiche sono strettamente correlate e l'ebraismo è la fede tradizionale del popolo ebraico.
Secondo la tradizione ebraica l'ascendenza degli ebrei è stata fatta risalire ai patriarchi biblici Abramo, Isacco e Giacobbe, che vivevano a Canaan intorno al XVIII secolo a.C. Storicamente, l'identità ebraica si era evoluta in gran parte dalla Tribù di Giuda e Simeone, e in parte dalle tribù israelite di Beniamino e Levi, che tutti insieme formavano l'antico Regno di Giuda. Un gruppo strettamente legato è quello dei Samaritani, che sostengono la discendenza dalle tribù israelite di Efraim e di Manasse, mentre secondo la Bibbia la loro origine è dal popolo portato in Israele dall'Impero Assiro e da alcuni Kohanim (sacerdoti ebrei) che avevano loro insegnato come adorare il "Dio nativo". L'etnia, nazionalità e religione ebraiche sono fortemente correlate, dato che l'ebraismo è la fede tradizionale della nazione ebraica. Coloro che si convertono all'ebraismo assumono una condizione nell'ambito dell'ethnos ebraico pari a coloro che ci sono nati. La conversione non viene incoraggiata dall'ebraismo tradizionale (ortodosso) ed è principalmente applicabile ai casi di matrimoni misti.
Nello Stato di Israele è in vigore la Legge del ritorno, in forza della quale chiunque sia in grado di dimostrare di essere figlio o nipote di un ebreo per via matrilineare o patrilineare, o sia convertito all'ebraismo, ha diritto alla cittadinanza israeliana. Il fatto che la possibilità di fruire della Legge del ritorno non sia riservata ai soli ebrei secondo la legge halachica – ovvero ai figli di madre ebrea o ai convertiti all'ebraismo – ha creato in Israele una grande controversia tra chi – avendo una concezione laica dello Stato ebraico – è favorevole a una definizione più allargata di "ebreo" per quel che concerne il diritto alla cittadinanza, e il rabbinato ortodosso che vorrebbe far coincidere Halakhah e Legge del ritorno. Israele è il solo Stato dove gli ebrei sono la maggioranza della popolazione.

## Nome ed etimologia

Simbolo della Tribù di Giuda

La prima apparizione del termine "ebreo" risale agli antichi Egizi: i khabiri erano un popolo nomade del territorio a ovest del Giordano, una regione alla quale tali documenti si riferiscono come R-ṯ-n-u (pronuncia Rechenu). La parola semitica "ever", da cui deriva la parola ebreo, significa "colui che attraversa" o "colui che passa". Secondo alcuni dietro questa denominazione si potrebbe celare il significato di "nomadi", mentre secondo altri deriverebbe dall'espressione ever a Jarden, "al di là del Giordano".
La parola inglese Jew deriva dal Medio inglese Gyw, Iewe. Questi termini a loro volta provengono dall'antico francese giu, e prima juieu, che aveva eliso (troncato) la lettera "d" dal Latino medievale Iudaeus che, come per il termine in greco neotestamentario Ioudaios (Ιουδαίος), significava giudei.
Il termine greco era originariamente un prestito dall'aramaico Y'hūdāi, corrispondente in ebraico יְהוּדִי‎?, Yehudi (sing.); in ebraico יְהוּדִים‎?, Yehudim (pl.), inizialmente il termine per un membro della tribù di Giuda o il popolo del Regno di Giuda. Sia il nome della tribù sia quello del regno derivano da Giuda, quarto figlio di Giacobbe.
La parola ebraica "giudeo", in ebraico יְהוּדִי‎? Yhudi, viene pronunciata jehuˈdi, con l'accento sulla sillaba finale, in ebraico moderno nella sua forma basilare. Il nome ladino è Djudio (sing.), Djudios (plur.); yiddish: Yid (sing.); Yidn (plur.).
L'equivalente etimologico viene usato in altre lingue, per esempio "Yahūd"/"Yahūdī" in arabo يهود/يهودي‎?, "Jude" in tedesco, "judeu" in portoghese, "juif" in francese, "jøde" in danese e norvegese, "judío" in spagnolo, "jood" in olandese, ecc., ma anche derivazioni della parola "ebreo" sono in uso, certamente in italiano appunto, in persiano عبری/عبرانی‎ (`Ebri/`Ebrāni) e in russo (Еврей, Yevrey). La parola tedesca "Jude" è pronunciata (DE)  ˈjuːdə, col corrispondente aggettivo "jüdisch" ˈjyːdɪʃ quale origine della parola "Yiddish".
La Bibbia infatti racconta che l'eroe eponimo degli ebrei fu Eber: lui e i suoi figli abitavano il territorio della Mesopotamia. Le parole "ebraico" ed "ebreo" non identificano solo un popolo ma anche chi professa la religione ebraica. Questa professione si fa risalire ad Abramo (da Av Raham, "padre delle genti"), abitante di Ur dei Caldei, in Mesopotamia, con cui Dio (Yahweh) fece un patto. YHWH chiese ad Abramo di spostarsi verso Harran per poi scendere fino a Canaan, la "terra promessa". Va notata l'origine del termine Ebreo, derivante dal verbo avar, che in ebraico significa passare, oltrepassare, andare oltre. Da avar deriva ivrì, passato oltre, con riferimento al viaggio biblico dalla Mesopotamia alla Terra Promessa e alla conversione dal politeismo al monoteismo operata da Abramo, considerato il patriarca delle tre grandi religioni monoteiste.
È in questo patto che si definiscono i caratteri del popolo ebraico: un popolo, una terra, Dio, una promessa. Altra figura fondamentale fu il nipote di Abramo, Giacobbe, ribattezzato da YHWH stesso Israele (dall'ebraico ישראל, Israel, ministro di Dio, o uomo che vide Dio). Giacobbe-Israele ebbe dodici figli dai quali si svilupperanno le dodici tribù di Israele, quindi, da un gruppo di pastori senza nome, si forma una nazione. Gli ebrei, professanti il culto di YHWH, diventano israeliti, figli della nazione di Israele.
Per il susseguirsi di diversi avvenimenti, come scismi religiosi e interventi militari di potenze come l'Assiria, tra le dodici tribù assume non solo il potere regale, ma anche l'egemonia religiosa quella di Giuda (dall'ebraico יהודי yehudi, pl. יהודים yehudim). È proprio di quest'epoca la redazione dei primi libri della Bibbia, nella quale i giudici al potere affermano che gli altri israeliti si sono allontanati da YHWH, ponendo quindi le basi della fase religiosa detta giudaismo: gradualmente le parole ebrei e giudei, ebraismo e giudaismo diventano sinonimi, sebbene non lo siano precisamente. Le altre tribù vengono semplicemente considerate perse, scomparse. In altre lingue si usa la parola corrispondente a ebraico (i succitati: inglese hebrew, francese hébreu, tedesco Hebräisch) per indicare soltanto la lingua (nonché gli ebrei dell'antichità, nell'epoca pre-esilica) e la parola corrispondente a giudaico (jewish, juif, jüdisch) per indicare la cultura, la religione, il popolo.
La parola "ebreo", in ogni caso ha oggi il duplice significato di popolo come gruppo parentale, a cui si aggiunge il significato della comunione religiosa. Tuttavia i convertiti all'ebraismo, il cui status come ebrei nella nazione ebraica è identico a quello di coloro che vi sono nati all'interno, sono stati assimilati al popolo ebraico attraverso i secoli.
Nell'accezione comune moderna, vengono indicati come "ebrei":
- le persone di origine ebraica (non necessariamente matrilineare) che praticano la religione ebraica;
- le persone di origine non ebraica convertite all'ebraismo;
- ogni appartenente alla discendenza ebraica che, pur non praticando l'ebraismo come religione, può considerarsi ebreo in virtù della propria discendenza, identificando nella parola soprattutto un senso familiare, storico o culturale.

## Storia
Secondo la Bibbia ebraica (Tanakh), tutti gli Israeliti discendono da Abramo, Isacco e Giacobbe. Si suppone che Abramo sia nato nella città sumera di Ur Kaśdim e sia poi emigrato a Canaan (comunemente nota come la Terra di Israele) con la sua famiglia. Aristotele credeva che gli ebrei venissero dall'India, dove diceva fossero conosciuti come i Kalani. Studi genetici sugli ebrei dimostrano che la maggioranza nel mondo porta un'ereditarietà genetica comune che si origina nel Medio Oriente, con la più forte somiglianza ai popoli della Mezzaluna Fertile. Tuttavia, secondo gli archeologi, la cultura israelita non permeò la regione, ma piuttosto si ramificò dalla cultura cananita.

## Ebraismo
L'ebraismo guida i suoi aderenti sia nella vita pratica sia nella fede ed è stata chiamata non solo una religione, ma anche un "modo di vivere," il che ha reso piuttosto difficile tracciare una netta distinzione tra ebraismo, cultura ebraica, e identità ebraica. Nel corso della storia, in epoche e luoghi diversi come l'antico mondo ellenico, in Europa prima e dopo l'Illuminismo (vedi Haskalah), nella Spagna islamica e Portogallo, in Nordafrica e Medio Oriente, India, Cina, o negli Stati Uniti attuali e Israele, si sono sviluppati fenomeni culturali che son in qualche modo caratteristicamente ebraici senza essere specificamente religiosi. Alcuni fattori di ciò provengono dall'interno dell'ebraismo, altri dall'interazione di ebrei o specifiche comunità di ebrei con il loro ambiente circostante, altri dalle dinamiche sociali e culturali interne alla comunità, differentemente dalla religione stessa. Tale fenomeno ha portato a culture ebraiche molto diverse, peculiari delle rispettive comunità, ciascuna autenticamente ebraica come le altre.

## Identità

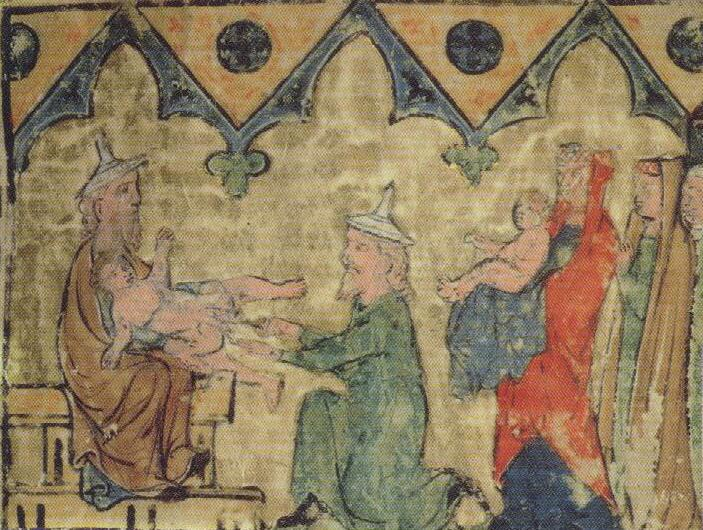
Circoncisione di Isacco (Germania, ca. 1300)

L'ebraismo condivide alcune delle caratteristiche specifiche di nazione, etnia, religione e cultura, rendendo la definizione di chi sia ebreo variabile a seconda che si utilizzi un approccio identificativo religioso o nazionale. Generalmente, nell'uso secolare moderno gli ebrei includono tre gruppi: persone che sono nate in una famiglia ebraica che segua o meno la propria religione, coloro che hanno una discendenza ancestrale ebraica (a volte anche coloro che non hanno una discendenza strettamente matrilineare), e persone senza alcuna discendenza o lignaggio ebraici ma che si sono formalmente convertiti all'ebraismo e quindi sono seguaci di tale religione.
Definizioni storiche di identità ebraica si sono tradizionalmente basate su definizioni halakhiche di discendenza matrilineare e conversioni secondo la Legge ebraica. Definizioni storiche di chi sia ebreo risalgono alla codifica della Torah Orale nel Talmud babilonese, verso il 200 d.C.. Interpretazioni di sezioni del Tanakh, come in 7:1-5 7:1-5, da parte dei saggi ebrei, vengono usate come ammonimento contro i matrimoni misti tra ebrei e cananei perché "[i mariti non ebrei] allontanerebbero i tuoi figli dal seguire Me, per farli servire a dèi stranieri (cioè idoli)". Levitico 24:10 afferma che il figlio nato da un matrimonio tra una donna ebrea e un uomo egizio è "della comunità di Israele." Ciò viene complementato da Esdra 10:2-3, dove gli Israeliti che ritornano a Babilonia fanno voto di ripudiare le proprie mogli e figli gentili. Dai tempi della Haskalah, queste interpretazioni halakhiche di identità ebraica sono state contestate.
Secondo lo storico Shaye J. D. Cohen, la condizione dei figli di matrimoni misti è determinata patrilinearmente nella Bibbia. Lo studioso porta due spiegazioni possibili per il cambiamento in tempi mishnahici: in primo luogo, la Mishnah potrebbe avere applicato la stessa logica dei matrimoni misti nel modo che la applicava per le altre mescolanze (kilayim). Veniva così vietato un matrimonio misto come era vietata l'unione di cavallo/a e asino/a, e in entrambe le unioni la prole era giudicata matrilinearmente. In secondo luogo, i saggi Tannaim potrebbero essere stati influenzati dalla legge romana, che stabiliva, quando un genitore non poteva contrarre un matrimonio legale, che la prole seguisse la madre: Mater semper certa est, "la madre è sempre certa" (cioè conosciuta definitivamente) – locuzione latina che può essere completata da pater autem incertus oppure pater numquam.
Col I secolo Babilonia, dove erano migrati gli ebrei dopo la conquista babilonese e anche dopo la rivolta di Simon Bar Kokheba nel 135 e.v., aveva già una crescente popolazione stimata a 1 000 000 ebrei, che aumentò a circa due milioni tra gli anni 200 e 500 e.v., sia per crescita naturale sia per immigrazione di più ebrei dalla Terra d'Israele, costituendo circa 1/6 della popolazione ebraica mondiale a quell'epoca. A volte la conversione ha rappresentato una parte della crescita della popolazione ebraica. Alcuni hanno sostenuto che nel I secolo dopo Cristo, per esempio, la popolazione sia più che raddoppiata, da 4 a 8-10 000 000 entro i confini dell'Impero romano, in buona parte a causa di un'ondata di conversioni.
Altri storici ritengono che la conversione in epoca romana fosse limitata in numero e non rappresentasse una parte elevata della crescita demografica ebraica, a causa di vari fattori, quali l'illegittimità della conversione maschile all'ebraismo nel mondo romano dalla metà del II secolo. Un altro fattore che avrebbe reso difficile la conversione nel mondo romano fu il requisito halakhico della circoncisione (Brit Milah), un requisito che il proselitismo cristiano abbandonò rapidamente. Anche il Fiscus iudaicus, una tassa imposta agli ebrei nel 70 e.v. e revocata nel 96 a escludere i cristiani, contribuiva a limitare l'attrattiva dell'ebraismo. In aggiunta, gli storici dibattono che la cifra (4 milioni) stimata per conteggiare la popolazione ebraica durante l'Impero Romano sia un errore e quindi l'assunto che la conversione abbia avuto un grande impatto sulla crescita degli ebrei nell'Antica Roma sia falso. Anche la cifra di 8 milioni è dubbia, siccome potrebbe riferirsi a un censimento della totale popolazione romana.
Oltre alle comunità ebraiche di Babilonia e Roma, si potevano riscontrare altre comunità ebraiche in quel periodo in Nordafrica, Medio Oriente, Europa settentrionale e altrove.

## Divisioni etniche

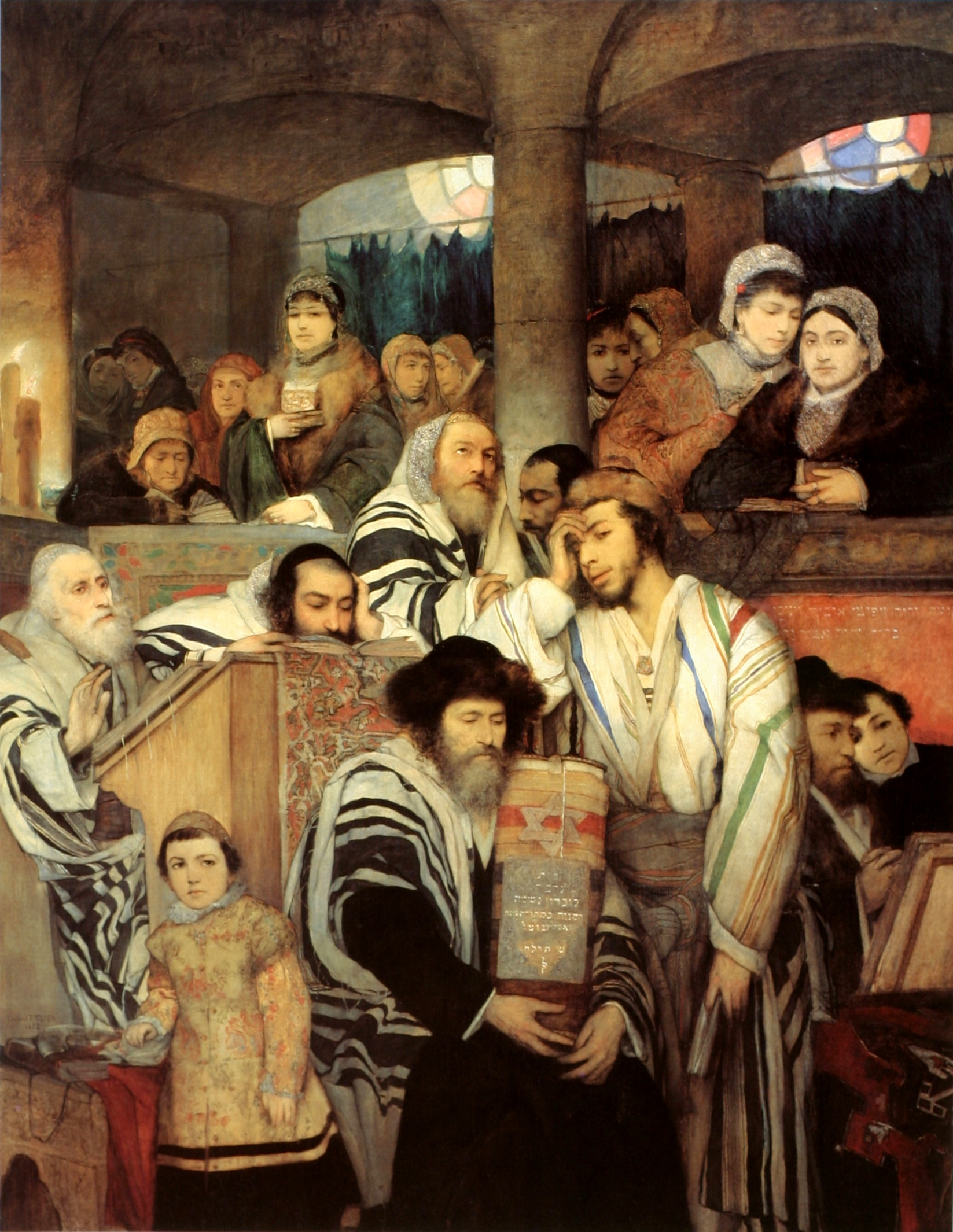
Ebrei chassidici in preghiera nella sinagoga a Yom Kippur, di Maurycy Gottlieb (1878)

Nell'ambito della popolazione ebraica mondiale ci sono divisioni etniche distinte, la maggior parte delle quali sono principalmente il risultato di ramificazioni geografiche da una popolazione originaria israelita, con successive evoluzioni indipendenti. Una serie di comunità ebraiche fu fondata da coloni ebrei in vari luoghi del Vecchio Mondo, spesso a grandi distanze l'una dall'altra con conseguente mutuo isolamento effettivo e spesso a lungo termine. Durante i millenni della diaspora ebraica, le comunità si svilupparono sotto l'influenza dei loro ambienti locali: politico, culturale, naturale e demografico. Oggi le manifestazioni di queste differenze tra gli ebrei possono essere osservate nelle espressioni culturali di ogni comunità, comprese la diversità linguistica ebraica, le tradizioni culinarie, le pratiche liturgiche, le interpretazioni religiose, come anche i livelli e fonti di commistione genetica.
Gli ebrei vengono spesso identificati come appartenenti a uno di due gruppi principali: gli ashkenazim, o "germanici" (Ashkenaz, in ebraico, identificava anticamente la regione franco-tedesca della valle del Reno per poi, in tempi successivi, indicare l'intera area geografica germanofona, in tempi passati estesa anche a una considerevole porzione dell'Europa centro-orientale), originariamente stanziati in Europa centrale e, soprattutto, in quella orientale ma poi, per effetto delle grandi migrazioni europee di fine Ottocento e inizio Novecento, diffusi anche in una buona parte delle Americhe, e i sephardim, o "ispanici" (Sefarad significa "Spagna/Hispania", o generalmente "Iberia", in ebraico), variamente diffusi in Europa meridionale e in vari paesi extra-europei affacciati sul Mediterraneo. I Mizrahim, o "Orientali" (Mizrach significa "Oriente", o semplicemente "Est", in ebraico), cioè l'eterogeneo raggruppamento di ebrei mediorientali e maghrebini, costituiscono un terzo grande gruppo, sebbene vengano alle volte aggregati al raggruppamento dei sefarditi per ragioni prettamente liturgiche.

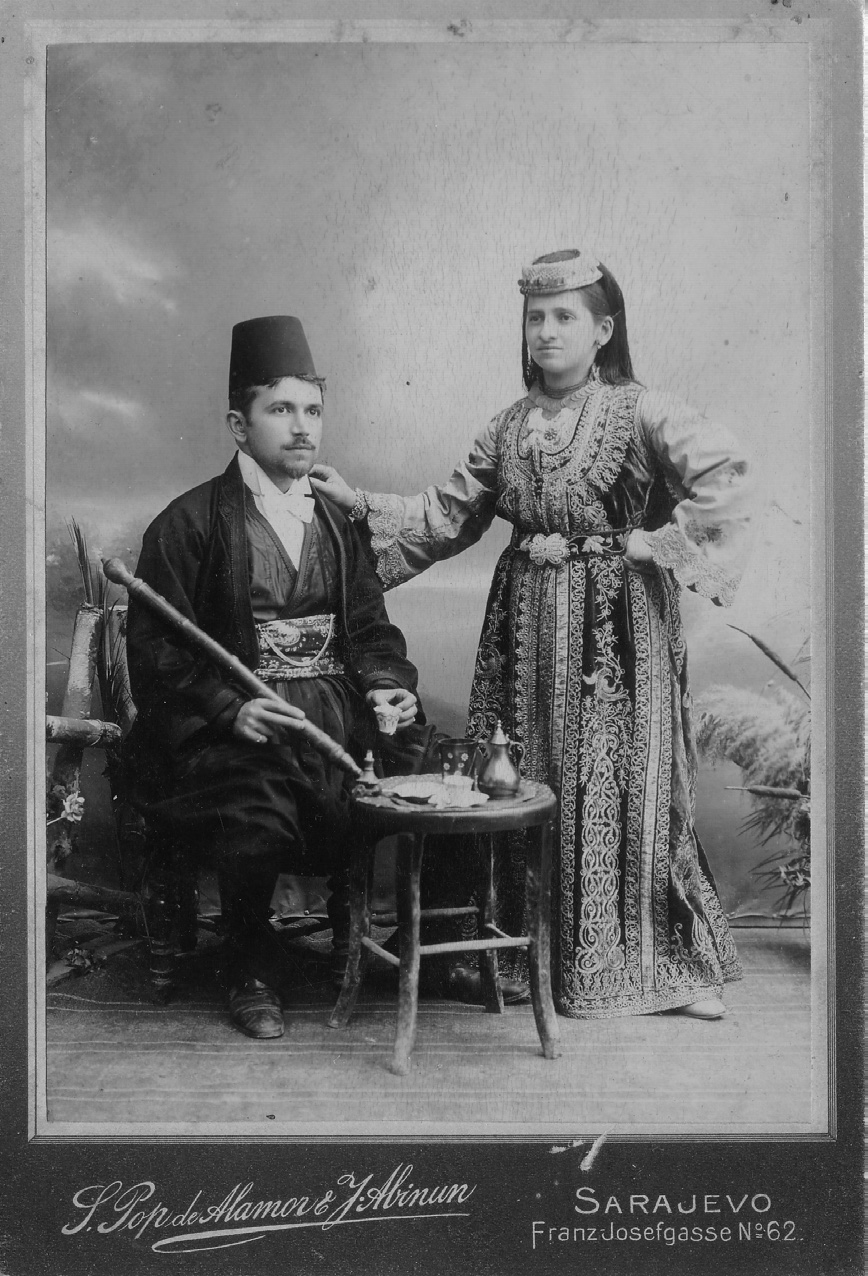
Coppia sefardita di Sarajevo in abbigliamento tradizionale (1900)

Gruppi più esigui includono gli ebrei indiani quali i Bene Israel, Bnei Menashe, ebrei di Cochin e Bene Ephraim; i Romanioti di Grecia; gli ebrei italiani ("Italkim" o "Bené Roma"); i Teimanim dello Yemen e dell'Oman; vari ebrei africani, tra cui i più numerosi sono i Beta Israel (Falascia) d'Etiopia; gli ebrei cinesi, specialmente gli ebrei di Kaifeng, e altre comunità distinte ma ora quasi completamente estinte.
Le divisioni tra tutti questi gruppi sono approssimative e i loro confini non sono sempre chiari. I Mizrahim, ad esempio, sono un insieme eterogeneo di comunità ebraiche nordafricane, centroasiatiche, caucasiche e mediorientali, che sono spesso come slegate tra loro come lo sono da qualsiasi altro gruppo ebraico succitato. Nell'uso moderno, tuttavia, i Mizrahim sono a volte chiamati sefarditi a causa di stili liturgici simili, nonostante il loro sviluppo indipendente dai sefarditi stessi. Così, tra i Mizrahim ci sono ebrei egiziani, ebrei iracheni, ebrei marocchini, ebrei libici, ebrei libanesi, ebrei curdi, ebrei siriani, ebrei bukhari, ebrei della montagna, ebrei georgiani, ebrei iraniani e vari altri. Vengono a volte inclusi anche i Teimanim dello Yemen e dell'Oman, sebbene il loro stile di liturgia sia unico e si differenzino rispetto alla commistione trovata fra loro e quella dei Mizrahìm. Inoltre si fa distinzione tra gli emigranti sefarditi che si stabilirono in Medio Oriente e Maghreb a seguito della notoria espulsione in massa degli ebrei dalla penisola iberica del 1492, e le comunità ebraiche preesistenti in quelle regioni.
Nonostante questa diversità, gli ebrei aschenaziti rappresentano la maggior parte dell'ebraismo moderno, con almeno il 70% degli ebrei di tutto il mondo (e fino al 90% prima del seconda guerra mondiale e l'Olocausto). Come risultato della loro emigrazione dall'Europa, gli ashkenazim rappresentano anche la stragrande maggioranza degli ebrei nei continenti del Nuovo Mondo, in paesi come gli Stati Uniti, Canada, Argentina, Australia e Brasile. In Francia, tradizionalmente terra ashkenazi, l'emigrazione di ebrei dal Maghreb li ha portati a superare gli aschenaziti. Soltanto in Israele esiste una popolazione rappresentativa di tutti i gruppi, una melting pot indipendente di ciascun gruppo all'interno della popolazione ebraica mondiale.

## Lingue

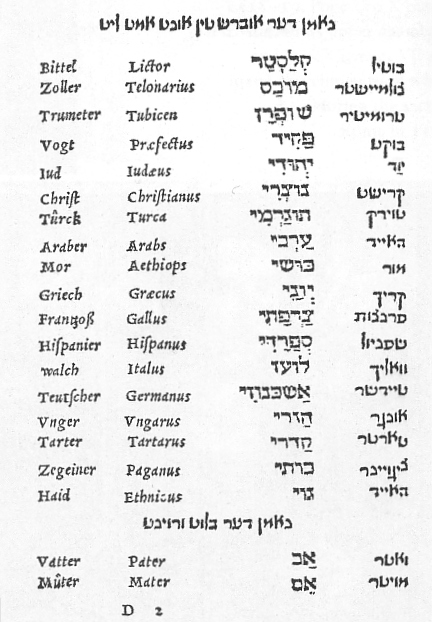
Pagina del dizionario di Elia Levita in (da destra a sinistra) yiddish-ebraico-latino-tedesco (1542): contiene una lista della nazioni, tra cui la voce "ebreo" - יְהוּדִי, יוּד, Jud, Iudaeus

L'ebraico è la "lingua liturgica" dell'ebraismo (chiamata l'shon ha-kodesh, "la lingua sacra"), la lingua in cui le scritture ebraiche (Tanakh) furono composte, e per secoli la lingua quotidiana del popolo ebraico. Nel V secolo p.e.v., l'aramaico, lingua strettamente correlata, si unì all'ebraico quale lingua parlata in Giudea. A partire dal III secolo p.e.v., alcuni ebrei della diaspora parlavano il greco. Altri, come le comunità ebraiche di Babilonia, parlavano ebraico e aramaico, le lingue del Talmud babilonese. In quel tempo, tali lingue venivano anche usate dagli ebrei di Israele.

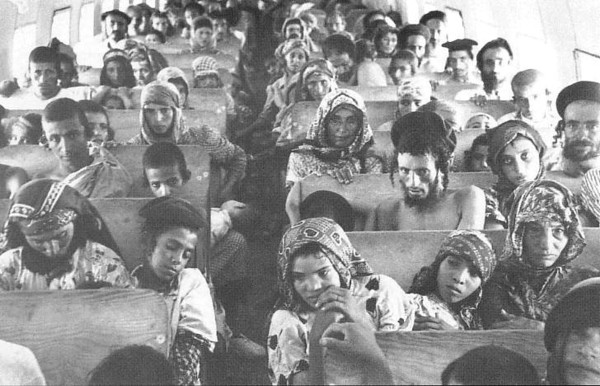
Ebrei yemeniti in viaggio da Aden verso Israele, durante l'Operazione Tappeto Magico (1949–1950)

Per secoli, gli ebrei di tutto il mondo hanno parlato le lingue locali o dominanti nelle regioni dove erano migrati, spesso sviluppando forme dialettali distintive o ramificazioni che divennero lingue indipendenti. Lo yiddish è la lingua giudeo-tedesca evoluta dagli aschenaziti emigrati in Europa centrale. Il ladino è la lingua dei sefarditi che migrarono nella penisola iberica. A causa di molti fattori, tra cui l'impatto dell'Olocausto sugli ebrei europei, dell'esodo ebraico dai paesi arabi e della diffusa emigrazione da altre comunità ebraiche di tutto il mondo, le antiche e distinte lingue giudaiche di diverse comunità, compresi il giudeo-georgiano, giudeo-arabo, giudeo-berbero, krymchak, giudeo-malayalam e molte altre lingue, sono in gran parte cadute in disuso.
Per oltre sedici secoli l'ebraico fu usato quasi esclusivamente come lingua liturgica e come lingua della maggior parte dei libri scritti sull'ebraismo – in alcuni casi l'ebraico veniva parlato solo durante lo Shabbat. L'ebraico fu rilanciato come lingua parlata dal filologo russo Eliezer Ben Yehuda, che arrivò in Palestina nel 1881. Non era stato usato come lingua madre dai tempi dei Tannaim. L'ebraico moderno è ora una delle due lingue ufficiali dello Stato di Israele insieme con l'arabo.
Le tre lingue più diffuse tra gli ebrei odierni sono inglese, ebraico e russo. Anche alcune lingue romanze, in particolare il francese e lo spagnolo, sono ampiamente utilizzate. In Italia si sviluppò, a Roma ma anche nelle comunità toscane (e in particolare a Livorno), il bagitto, molto simile a un dialetto italiano. Lo yiddish è stato parlato da più ebrei nella storia di qualsiasi altra lingua, ma è molto meno usato oggi, dopo l'Olocausto e l'adozione dell'ebraico moderno da parte del movimento sionista e lo Stato di Israele.

## Diaspora

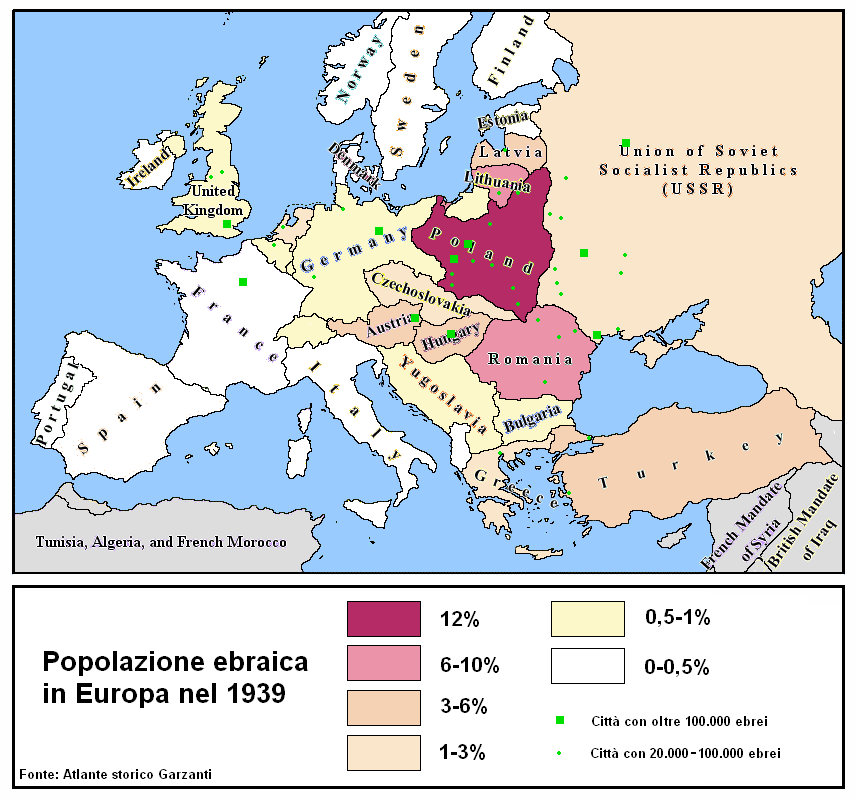
Popolazione ebraica in Europa nel 1939

Nel 607 a.C. parzialmente e nel 587 a.C. in maniera definitiva, i Babilonesi, sotto Nabucodonosor II, invadono il regno di Giuda, distruggono per la prima volta il Tempio di Gerusalemme, l'intera città e deportano i notabili: è questo l'inizio della prima diaspora ebraica a cui seguì un tempestivo ritorno in patria. La diaspora rappresenta quindi un evento particolarissimo della storia dell'umanità, in cui sono presenti sia l'esodo sia il ritorno.
La Bibbia ci racconta di come tutto il popolo di Giuda venga deportato a Babilonia, ma in realtà molti rimasero in patria.
Le Sacre Scritture quindi considerano il popolo sempre uno, uno solo e sempre unito mentre in realtà le comunità ebraiche sparse per il mondo sono diverse: in Egitto, dai tempi di Giuseppe, in Mesopotamia, in Grecia.
Da Babilonia molti ebrei tornano a Gerusalemme nel 530 a.C. grazie a Ciro II di Persia e ricostruiscono il Tempio e il Regno andati distrutti. Subiscono diverse dominazioni (Siria ellenistica, Roma), durante le quali in seno al giudaismo nascono diverse correnti religiose e politiche.
Ne ricordiamo le principali:
- Farisei: gruppo molto conservatore delle antiche tradizioni religiose;
- Sadducei: setta che riteneva vincolante solo la Legge scritta e che era molto prudente sotto le dominazioni seleucide e romana;
- Zeloti: componente completamente ribelle alle dominazioni;
- Esseni: una sorta di monachesimo la cui legge prevedeva la povertà, la preghiera e l'umiltà dell'anima.

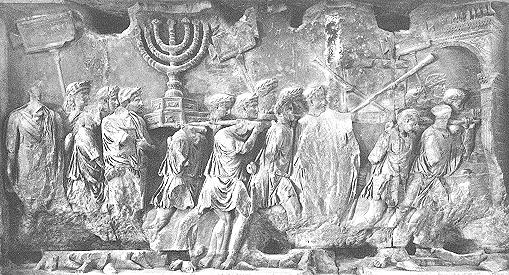
Arco di Tito: il sacco di Gerusalemme. È possibile riconoscere il candelabro a sette bracci, simbolo dell'ebraismo

Nel 70 tuttavia una nuova diaspora segue alla distruzione di Gerusalemme e del Tempio da parte delle truppe di Tito, e di queste correnti persistono principalmente i farisei. In questa frangia si forma la figura del rabbino, capo della sinagoga, nata già durante l'esilio babilonese. Un'altra grande diaspora si verificò nel 135 d.C. a seguito dell'ultima offensiva dell'Impero Romano sotto l'imperatore Adriano. Diaspore minori si verificarono dopo la rivolta contro Gallo nel 351-52 e dopo la rivolta contro Bisanzio nel 602-28, nell'ultimo decennio del settimo secolo, la proibizione araba agli ebrei di lavorare la terra, li indusse al definitivo abbandono e in Israele rimasero solo sparute comunità.
Nuove comunità sparse per il mondo si formano, a fianco delle preesistenti. Con il tempo si sono distinti diversi gruppi di ebrei, in base alla loro residenza, ma anche in base al rito (minhag), alla pratica religiosa e all'uso della lingua:
- In Germania gli aschenaziti. Per molti secoli hanno parlato yiddish. Esiste un rito (minhag) ashkenazita dell'ebraismo con alcune particolarità dei libri di preghiere e delle cerimonie ("nosakh" ashkenazita).
- Nell'Ottocento gli ashkenaziti ben assimilati alla cultura tedesca guardano ai loro fratelli più prossimi, gli ebrei residenti nell'Est Europa, come a "fratelli minori" se non proprio come a "gente inferiore". Tali gruppi erano conosciuti come Ostjuden o ebrei orientali. Furono i più colpiti dall'Olocausto.[Nota 7] Si diressero principalmente nelle Americhe.
- In Spagna e Portogallo i sefarditi, (da Sefarad, ebraico medioevale per Spagna). Nel 1492 vengono espulsi dalla neonata monarchia castigliana e poi dalla monarchia portoghese. Gli ebrei sefarditi quindi migrano in Italia e nei Balcani, nonché in tutto il bacino del Mediterraneo, in Marocco, Egitto, Palestina, Turchia, nei Paesi Bassi, Inghilterra e America.
- In Vicino Oriente e Africa i mizrahì (da misrach, ebraico per "oriente"), soprattutto in Maghreb, Egitto, Libia, Siria, Mesopotamia, Persia, Yemen, Caucaso, Bukhara, ecc. La comunità ebraica in Iran è la più importante in Medio Oriente al di fuori di Israele, con circa 20 000 persone. Essa è concentrata in tre città - Tehran, Esfahan e Shiraz. Come per altre minoranze in Iran, anche gli ebrei sono vittime di discriminazioni, particolarmente evidenti in ambito economico. Tuttavia, secondo la maggior parte delle informazioni accumulate nel corso degli ultimi anni, sembra che la maggioranza della comunità ebraica vanti uno standard di vita medio-alto rispetto al resto della popolazione iraniana.[64]
- In Etiopia gruppi ebraici conosciuti come falascia, che in realtà fanno risalire le proprie origini a re Salomone e alla regina di Saba. Tuttavia alcuni studi genetici hanno dimostrato che i falasha sono in gran parte convertiti e non ebrei di stirpe.[65]

Oggi i matrimoni misti tra ebrei e non-ebrei sono in continuo aumento, come i casi di abbandono del proprio retaggio culturale; vi è anche, in misura minore, un certo interesse di non ebrei per l'ebraismo, con alcune conversioni - anche se il proselitismo non è nel costume ebraico, se non in casi particolari (Ghiur). Nel Sud Italia è in atto una rinascita culturale e religiosa da parte di ex marrani che, venuti a conoscenza delle loro origini, si stanno organizzando in numerose comunità in Puglia come in Calabria e Sicilia, mentre altre sono emigrate in Israele.

## Il sionismo e lo Stato d'Israele

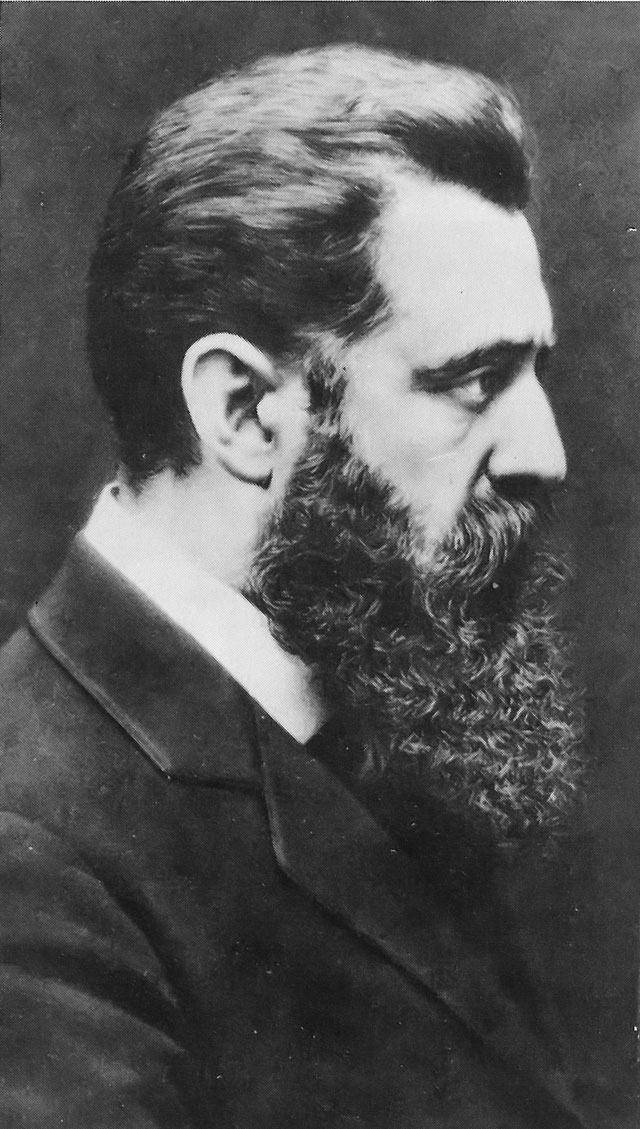
Theodor Herzl, fondatore del Sionismo (1904)

Sionismo è il nome scelto da quella corrente di pensiero fondata nella seconda metà dell'800 dallo scrittore e giornalista ebreo Theodor Herzl che voleva risolvere il "caso ebraico" con il ritorno di tutti gli ebrei in Terra di Israele e quindi con l'istituzione di un novello Stato d'Israele con Gerusalemme per capitale.
In tutte le epoche il senso del ritorno viene rappresentato, in letteratura, come un ritorno al monte di Sion, la collina dove sorse il nucleo più antico di Gerusalemme; Sion è il centro attorno a cui gira la fede, il culto e tutto il mondo ebraico, poiché Sion è il monte di Yahweh, la sua casa.
(Preghiera ebraica)
Con più detrattori che sostenitori alla sua nascita, dopo la Shoah ha assunto maggior valore agli occhi dei correligionari. Non tutti gli ebrei del mondo erano infatti favorevoli al sionismo: inizialmente la maggioranza degli ebrei era indifferente o contraria. Gran parte del mondo ebraico considerava un'eresia religiosa l'idea di rientrare in massa in Israele prima dell'arrivo del Messia. I molti ebrei socialisti o comunisti credevano che solo attraverso la rivoluzione sociale si potesse far cessare l'antisemitismo e tutte le altre forme di intolleranza razziale. Tuttavia, dopo la Shoah la maggior parte degli ebrei del mondo occidentale si schierò a favore della creazione di Israele e alcuni cercarono di aiutare finanziariamente il neonato Stato con donazioni filantropiche. Le comunità nordafricane e vicino-orientali rimasero indifferenti, ma in seguito all'ostilità araba nei loro confronti, molti di loro emigrarono in Israele durante gli anni '50 e '60.

## Dati statistici sulla popolazione

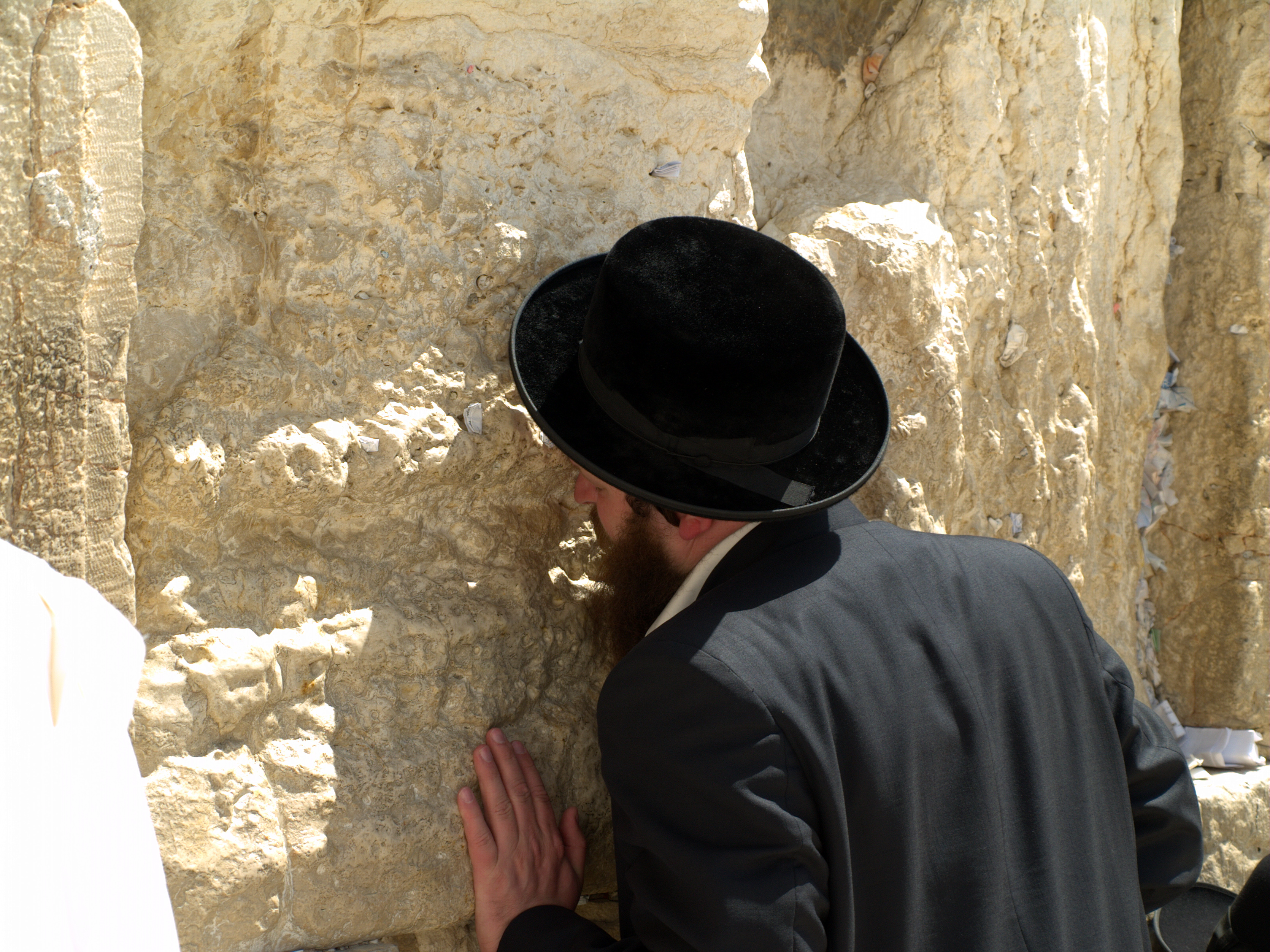
Ebreo che prega al Muro Occidentale

La popolazione ebraica mondiale ha raggiunto un picco di 16,7 milioni prima della seconda guerra mondiale, ma sei milioni di ebrei sono stati vittime dell'Olocausto. Da allora la popolazione ha ricominciato a crescere e al 2010 la si è stimata a 13,4 milioni secondo la North American Jewish Data Bank, o meno dello 0,2% del totale mondiale (circa uno in ogni 514). Secondo questo documento, circa 43% di tutti gli ebrei risiedono in Israele (6 milioni) e 39% negli Stati Uniti (5,3–6,8 milioni), con la gran parte della rimanenza in Europa (1,5 milioni) e Canada (0,4 milioni). Tali cifre includono tutti coloro che si identificano come ebrei in un dato studio sociodemografico o sono stati così identificati da un membro del rispettivo nucleo familiare. La popolazione ebraica mondiale precisa è però difficile da stabilire. Oltre a problematiche di metodologia del censimento, esistono dispute halakhiche in merito a chi è ebreo e a fattori di identificazione laica, politica e atavica che possono influire sulle cifre in maniera considerevole.
Israele è l'unico paese con una popolazione ebraica che è costantemente in crescita tramite incremento naturale della popolazione, sebbene le popolazioni ebraiche di altri paesi, in Europa e Nord America, siano recentemente aumentate mediante l'immigrazione. Nella diaspora, in quasi tutti i paesi, la popolazione ebraica è generalmente in calo o stabile, ma le comunità ortodosse e haredi, i cui membri spesso evitano la contraccezione per motivi religiosi, hanno manifestato una rapida crescita della popolazione.
L'ebraismo ortodosso e conservatore scoraggia il proselitismo di non ebrei, ma molti gruppi ebraici hanno cercato di raggiungere le comunità ebraiche della diaspora che si sono assimilate, in modo da farle riconnettere alle proprie radici ebraiche. Inoltre, mentre in linea di principio l'ebraismo riformato favorisce la ricerca di nuovi fedeli, questa posizione non si è tradotta in un proselitismo attivo, assumendo invece la forma di impegno a raggiungere quei coniugi non ebrei di coppie miste.
Esiste inoltre una tendenza dei movimenti ortodossi ad avvicinare ebrei laici al fine di dare loro una più forte identità ebraica, in modo che ci sia meno possibilità di matrimoni misti. Come risultato degli sforzi da parte di questi e di altri gruppi ebraici nel corso degli ultimi 25 anni, c'è stata una tendenza (nota come Baal teshuva) degli ebrei laici a diventare più osservanti, sebbene le implicazioni demografiche della tendenza siano sconosciute. C'è anche un crescente tasso di conversione da parte di gentili che prendono la decisione di diventare "ebrei per scelta" (in contrapposizione a "ebrei per nascita").

## Studi genetici
Studi sul DNA autosomico, che esaminano l'intera miscela di DNA, mostrano che le popolazioni ebraiche hanno avuto la tendenza a formare gruppi strettamente correlati in comunità indipendenti. La composizione genetica delle popolazioni ebraiche ashkenazite, sefardite e mizrahi, mostra quantità significative di ascendenza mediorientale condivisa. Inoltre, le analisi del DNA, hanno dimostrato sostanzialmente meno matrimoni tra le varie divisioni etniche ebraiche negli ultimi 3000 anni rispetto ad altre popolazioni.
Gli ebrei della diaspora delle regioni nordafricane, italiane e iberiche mostrano frequenze variabili di mescolanza con la popolazione storica non ebraica lungo le linee materne. Nel caso degli ebrei ashkenaziti e sefarditi (in particolare gli ebrei diaspora marocchina), che sono strettamente imparentati, la fonte della mescolanza non ebraica è principalmente dell'Europa meridionale. Citando studi sul DNA autosomico, Nicholas Wade stima che "gli ebrei ashkenaziti e sefarditi hanno circa il 30 per cento di ascendenza europea, con la maggior parte del resto dal Medio Oriente". Ha inoltre notato che "Le due comunità sembrano molto simili tra loro geneticamente, il che è inaspettato perché sono state separate per così tanto tempo". Riguardo a questa relazione, egli indica le conclusioni di Atzmon secondo cui "gli elementi genetici condivisi suggeriscono che i membri di qualsiasi comunità ebraica sono legati l'uno all'altro tanto strettamente quanto lo sono i cugini di quarto o quinto in una vasta popolazione, che è circa 10 volte superiore alla relazione tra due persone scelte a caso per le strade di New York City".
In relazione alla regione della Mezzaluna Fertile, uno studio ha osservato; "In confronto ai dati disponibili da altre popolazioni rilevanti nella regione, gli ebrei sono risultati più strettamente legati ai gruppi nel nord della Mezzaluna fertile (curdi, anatolici e armeni) che ai loro vicini arabi", che gli autori suggeriscono sia dovuto alla migrazione e alla mescolanza dalla penisola arabica ad alcune attuali popolazioni di lingua araba durante il periodo di espansione islamica.
Nel 2012 sono stati condotti due importanti studi genetici sotto la guida di Harry Ostrer, dell'Albert Einstein College of Medicine. I risultati sono stati pubblicati negli Atti della National Academy of Sciences. Sono stati analizzati i geni di 509 donatori ebrei provenienti da 15 background diversi e 114 donatori non ebrei di origine nordafricana. Gli ebrei ashkenaziti, sefarditi e mizrahi sono stati trovati geneticamente più vicini gli uni agli altri che alle loro popolazioni ospitanti a lungo termine, e tutti hanno avuto origini mediorientali, insieme a quantità variabili di mescolanza nelle rispettive popolazioni locali. Si è scoperto che gli ebrei mizrahi ed ashkenaziti si erano discostati l'uno dall'altro circa 2.500 anni nel passato, all'incirca all'epoca dell'esilio babilonese. Gli studi hanno anche riconfermato i risultati di studi precedenti che hanno scoperto che gli ebrei nordafricani erano più strettamente correlati tra loro e con gli ebrei europei e mediorientali che con le loro popolazioni ospitanti non ebree.
L'analisi del DNA ha inoltre determinato che gli ebrei moderni della tribù del sacerdozio, i cohanim, condividono un antenato comune risalente a circa 3000 anni fa. Questo risultato è coerente per tutte le popolazioni ebraiche nel mondo. I ricercatori hanno stimato che il più recente antenato moderno dei cohanim viveva tra il 1000 a.C. e il 586 a.C., quando i Babilonesi distrussero il Primo Tempio.
Gli studi dimostrano che gli ebrei della diaspora indiana ed etiope, sebbene assomiglino più strettamente alle popolazioni circostanti non ebraiche, hanno una discendenza antica ebraica. Un recente studio più dettagliato sugli ebrei della diaspora indiana ha riportato che la loro ascendenza paterna è composta da aplogruppi specifici del Medio Oriente così come aplogruppi comuni dell'Asia meridionale. Uno studio del 2012 sugli ebrei della diaspora etiope ha dimostrato che, sebbene siano principalmente imparentati con le popolazioni locali, hanno legami genetici distanti con il Medio Oriente risalenti a circa 2.000 anni fa. È stato ipotizzato che la comunità abbia avuto inizio quando alcuni ebrei itineranti si stabilirono in Etiopia in tempi antichi, sposandosi con persone locali.

### Riferimenti
1. 1 2 3 4 5 6 7 8 9 10 11 12 13 14 15 16 17 18 19 20 21 22  (EN) World Jewish Population, 2018 (PDF), Berman Jewish DataBank, 2018.
2. 1 2    -  Ethnic minorities in English law – Google Books. URL consultato il 23 dicembre 2010.
  -  Edgar Litt, Jewish Ethno-Religious Involvement and Political Liberalism, in Social Forces, vol. 39, n. 4, 1961,  pp. 328-332, DOI:10.2307/2573430, ISSN 0037-7732 (WC · ACNP), JSTOR 2573430.
  -  Are Jews a Religious Group or an Ethnic Group? (PDF), su Institute for Curriculum Services. URL consultato il 21 ottobre 2013 (archiviato dall'url originale il 21 ottobre 2013).
  -  Sean Ireton, The Samaritans – A Jewish Sect in Israel: Strategies for Survival of an Ethno-religious Minority in the Twenty First Century, su anthrobase.com, Anthrobase, 2003. URL consultato il 30 dicembre 2009.
  -  Geoffrey Brahm Levey, Toward a Theory of Disproportionate American Jewish Liberalism (PDF). URL consultato il 28 febbraio 2014 (archiviato dall'url originale il 20 marzo 2020).
  -  J. Alan Winter, Symbolic Ethnicity or Religion Among Jews in the United States: A Test of Gansian Hypotheses, Review of Religious Research, vol. 37, n. 3, marzo 1996. URL consultato il 19 settembre 2024 (archiviato dall'url originale il 24 febbraio 2020).
3. ↑   Edward Henry Palmer, A History of the Jewish Nation: From the Earliest Times to the Present Day, Gorgias Press, 14 ottobre 2002  [First published 1874], ISBN 978-1-931956-69-7, OCLC 51578088. URL consultato il 2 aprile 2012.
4. ↑   Albert Einstein, How I Became a Zionist (PDF), su Einstein Papers Project, Princeton University Press, 21/061921. URL consultato il 28 febbraio 2014.
«The Jewish nation is a living fact»
5. ↑  (EN) Gary N. Knoppers, Jews and Samaritans: The Origins and History of Their Early Relations, OUP USA, 13 giugno 2013, ISBN 978-0-19-532954-4. URL consultato il 21 ottobre 2024.
6. ↑   Louis Brandeis, The Jewish Problem: How To Solve It, su law.louisville.edu, University of Louisville School of Law, 25 aprile 1915. URL consultato il 28 febbraio 2014.
7. ↑   Edward Henry Palmer, A History of the Jewish Nation: From the Earliest Times to the Present Day, Gorgias Press, 14 ottobre 2002  [First published 1874], ISBN 978-1-931956-69-7, OCLC 51578088. URL consultato il 28 febbraio 2014.
8. ↑   Albert Einstein, How I Became a Zionist (PDF), su Einstein Papers Project, Princeton University Press, 21 giugno 1921. URL consultato il 28 febbraio 2014.
«La Nazione ebraica è un fatto vivente»
9. ↑   Paul Golin: The Complicated Relationship Between Intermarriage and Jewish Conversion, su huffingtonpost.com. URL consultato il 28 febbraio 2014.
10. 1 2   Angelo Lepore, La civiltà dell'antico Egitto, Lampi di stampa, 2008,  p. 82.
11. 1 2 3   Yiddish, in Merriam-Webster's Collegiate Dictionary, 11th, Springfield, Massachusetts, Merriam-Webster, 2004,  p. 1453, ISBN 0-87779-809-5.
12. ↑  Encyclopedia of the Peoples of Africa and the Middle East, Facts On File Inc., Infobase Publishing, 2009, p. 336.
13. ↑  "Jew", Oxford English Dictionary.
14. ↑   Yehoshua M. Grintz, Jew, in Fred Skolnik (a cura di), Encyclopaedia Judaica, vol. 11, 2d, Farmington Hills, Mich., Thomson Gale, 2007,  p. 253, ISBN 0-02-865928-7.
15. ↑   Avner Falk, A Psychoanalytic History of the Jews, Madison, N.J., Fairleigh Dickinson University Press, 1996,  p. 131, ISBN 0-8386-3660-8.
16. ↑   Jew, su education.yahoo.com, The American Heritage Dictionary of the English Language. URL consultato il 28 febbraio 2014 (archiviato dall'url originale il 5 agosto 2011).
17. ↑  Flavio Giuseppe, Contra Apionem, I.176-183, consultato 01/03/2014 a
18. ↑   Jared Diamond, Who are the Jews? (PDF), su ftp.beitberl.ac.il, 1993. URL consultato il 1º marzo 2014 (archiviato dall'url originale il 21 luglio 2011). Natural History 102:11 (Novembre 1993): 12-19.
19. ↑   Jewish and Middle Eastern non-Jewish populations share a common pool of Y-chromosome biallelic haplotypes, su pnas.org. URL consultato il 1º marzo 2014.
20. ↑   Nicholas Wade, Y Chromosome Bears Witness to Story of the Jewish Diaspora, in The New York Times, 9 maggio 2000. URL consultato il 1º marzo 2014.
21. ↑  Tubb, 1998, pp. 13-14.
22. ↑  Richard Evans, In Hitler's Shadow, New York, NY: Pantheon, 1989, p. 43.
23. ↑  Gary Rendsberg, "Israel without the Bible", in Frederick E. Greenspahn, The Hebrew Bible: New Insights and Scholarship, 2008, NYU Press, pp. 3–5.
24. ↑  Jacob Neusner, Studying Classical Judaism: A Primer, Westminster John Knox Press, 1991, p. 64.
25. ↑   Raphael Patai, The Jewish Mind, Detroit, Wayne State University Press, 1996  [1977],  p.  7., ISBN 0-8143-2651-X.
26. ↑   Lonnie R. Johnson, Central Europe: Enemies, Neighbors, Friends, Oxford, Oxford University Press, 1996,  p.  145., ISBN 0-19-510071-9.
27. 1 2  Sharot (1997), pp. 29–30.
28. ↑  Sharot (1997), pp. 42–3.
29. ↑  Sharot (1997), p. 42.
30. ↑   Sylvia Barack Fishman, Jewish Life and American Culture, Albany, N.Y., State University of New York Press, 2000,  p.  38., ISBN 0-7914-4546-1.
31. ↑   Baruch Kimmerling, The Israeli State and Society: Boundaries and Frontiers, Albany, N.Y., State University of New York Press, 1996,  p. 169, ISBN 0-88706-849-9.
32. ↑   Steven M. Lowenstein, The Jewish Cultural Tapestry: International Jewish Folk Traditions, Oxford, Oxford University Press, 2000,  p.  228., ISBN 0-19-513425-7.
33. ↑   Name, What Makes a Jew Jewish?, su chabad.org. URL consultato il 1º marzo 2014.
34. ↑   Rebecca Weiner, Who is a Jew?, su jewishvirtuallibrary.org, Jewish Virtual Library, 2007. URL consultato il 1º marzo 2014.
35. ↑   Jeaneane D. Fowler, World Religions: An Introduction for Students, Sussex Academic Press, 1997,  p. 7, ISBN 1-898723-48-6.
36. ↑   7:1-5, su La Parola - La Sacra Bibbia in italiano in Internet.
37. ↑   Levitico 24:10, su La Parola - La Sacra Bibbia in italiano in Internet.
38. ↑   Esdra 10:2-3, su La Parola - La Sacra Bibbia in italiano in Internet.
39. ↑   What is the origin of Matrilineal Descent?, su shamash.org, 4 settembre 2003. URL consultato il 1º marzo 2014 (archiviato dall'url originale il 18 ottobre 1996).
40. ↑   What is the source of the law that a child is Jewish only if its mother is Jewish?, su torah.org. URL consultato il 1º marzo 2014 (archiviato dall'url originale il 24 dicembre 2008).
41. ↑  Dosick (2007), pp. 56–7.
42. 1 2   Shaye J.D. Cohen, The Beginnings of Jewishness, U. California Press, 1999,  pp. 305-306, ISBN 0-585-24643-2.
43. ↑  [מרדכי וורמברנד ובצלאל ס רותת "עם ישראל - תולדות 4000 שנה - מימי האבות ועד חוזה השלום", ע"מ 95. (Traduzione: Mordechai Vermebrand & Betzalel S. Ruth - The People of Israel - the history of 4000 years - from the days of the Forefathers to the Peace Treaty, 1981, p. 95)
44. 1 2  Solomon Gryazel, History of the Jews - From the destruction of Judah in 586 BC to the present Arab Israeli conflict, Penguin Putnam, 1997, p. 137.
45. ↑   Yehuda Bauer, Beyond the fourth wave: contemporary anti-Semitism and radical Islam, su thefreelibrary.com. URL consultato il 1º marzo 2014.
46. 1 2   MARTIN GOODMAN, Secta and natio, su The Times Literary Supplement, Docs.google.com, 26 febbraio 2010. URL consultato il 1º marzo 2014.
47. ↑  (EN) John R. Bartlett, Jews in the Hellenistic and Roman Cities, Taylor & Francis, 1º novembre 2002,  p. 105, ISBN 978-0-203-44634-8. URL consultato il 21 ottobre 2024.
48. ↑  Simon Schama, The Story of the Jews: Finding the Words (1000 BCE - 1492), Bodley Head, 2013.
49. ↑  Dosick (2007), p. 60.
50. ↑  Dosick (2007), pp. 60-62.
51. ↑  Dosick (2007), p. 59.
52. 1 2   Usiel Oscar Schmelz, Sergio DellaPergola, Demography, in Fred Skolnik (a cura di), Encyclopaedia Judaica, vol. 5, 2d, Farmington Hills, Mich., Thomson Gale, 2007,  p. 571, ISBN 0-02-865928-7.
53. ↑   Usiel Oscar Schmelz, Sergio DellaPergola, Demography, in Fred Skolnik (a cura di), Encyclopaedia Judaica, vol. 5, 2ª ed., Farmington Hills, Mich., Thomson Gale, 2007,  pp. 571-2, ISBN 0-02-865928-7.
54. ↑  Dosick (2007), p. 61.
55. 1 2   Jehoshua M. Grintz, Hebrew as the Spoken and Written Language in the Last Days of the Second Temple, in Journal of Biblical Literature, vol. 79, n. 1, The Society of Biblical Literature, marzo 1960,  pp. 32-47, DOI:10.2307/3264497, JSTOR 3264497.
56. ↑  Feldman (2006), p. 54.
57. 1 2   Links, su bh.org.il, Beth Hatefutsoth. URL consultato il 2 marzo 2014 (archiviato dall'url originale il 26 marzo 2009).
58. ↑   T. V. Parfitt, The Use Of Hebrew In Palestine 1800–1822, in Journal of Semitic Studies, vol. 17, n. 2, 1972,  pp. 237-52, DOI:10.1093/jss/17.2.237. URL consultato il 1º maggio 2019 (archiviato dall'url originale il 13 gennaio 2017).
59. ↑   Israel and the United States: Friends, Partners, Allies (PDF), su mfa.gov.il, Ambasciata d'Israele a Washington. URL consultato il 2 marzo 2014.
60. ↑  Dovid Katz, "Hebrew, Aramaic and the rise of Yiddish", in Readings in the sociology of Jewish languages, 1985 - vedi anche Katz,  Dialects of the Yiddish Language (PDF).
61. ↑  (EN) Ebrei, in Jewish Encyclopedia, New York, Funk & Wagnalls, 1901-1906. - s.v.  "NIMROD"., di Emil G. Hirsch, Max Seligsohn, Wilhelm Bacher.
62. ↑  Goldenberg (2007), pp. 131, 135–6.
63. ↑  De Lange (2002), pp. 41–3.
64. ↑   Doron Peskin, La situazione finanziaria degli ebrei iraniani, su infoprod.co.il, 16 marzo 2009. URL consultato il 27 agosto 2021 (archiviato dall'url originale il 16 febbraio 2010).
65. ↑   Studio genetico dal Ethioguide (archiviato dall'url originale il 26 gennaio 2009).
66. 1 2  Danzger (2003), pp. 495–6.
67. ↑  De Lange (2002), p. 220.
68. ↑  Francesco Terzulli, Una stella fra i trulli. Gli ebrei in Puglia durante e dopo le leggi razziali, Assa, 2002; si vedano anche gli specifici Anacleto Lupo, Gli ebrei in Puglia, Edizioni del Rosone, 2008; John A. Davis, Gli ebrei di San Nicandro, La Giuntina, 2013; Eric Hobsbawm,  "Gli ebrei di San Nicandro" (PDF). PDF, su Internazionale 886, 25 febbraio 2011;  "La tribù perduta degli ebrei pugliesi". su La Stampa del 10 giugno 2008.
69. ↑  Theodor Herzl, Lo stato ebraico, Il Melangolo, 2003.
70. 1 2 3  Walter Laqueur, The History of Zionism, Tauris Parke Paperbacks, 2003, s.v. "Aliyah".
71. ↑  Shlomo Avineri, The Zionist Idea and its variations, Am Oved editore, cap. 17: "Rabbi Kook - the dialection in salvation"; vedi anche Vittorio Dan Segre, Le metamorfosi di Israele, Utet, Torino 2008.
72. ↑   Sergio Della Pergola, World Jewish Population, 2010 (PDF), su Arnold Dashefsky e Ira Sheskin (a cura di), Current Jewish Population Reports, Storrs, Connecticut, North American Jewish Data Bank, 2 novembre 2010. URL consultato il 28 febbraio 2014 (archiviato dall'url originale il 9 febbraio 2012).
73. 1 2   The Jewish Population of the World (2010), su Jewish Virtual Library., basata su  American Jewish Year Book, American Jewish Committee. URL consultato il 28 febbraio 2014 (archiviato dall'url originale il 5 maggio 2019).
74. ↑   Jews make up only 0.2% of mankind, su ynetnews.com, Ynetnews, ottobre 2012.
75. ↑   Anshel Pfeffer, Jewish Agency: 13.2 million Jews worldwide on eve of Rosh Hashanah, 5768, in Haaretz, 12 settembre 2007. URL consultato il 28 febbraio 2014 (archiviato dall'url originale il 19 marzo 2009).
76. ↑  Gartner (2001), pp. 400–1.
77. ↑  Kaplan (2003), p. 301.
78. ↑  de Lange (2002), p. 220.
79. ↑   M. F. Hammer, A. J. Redd e E. T. Wood, Jewish and Middle Eastern non-Jewish populations share a common pool of Y-chromosome biallelic haplotypes, in Proceedings of the National Academy of Sciences of the United States of America, vol. 97, n. 12, 6 giugno 2000,  pp. 6769-6774. URL consultato il 1º febbraio 2021.
80. ↑  https://www.nytimes.com/2000/05/09/science/y-chromosome-bears-witness-to-story-of-the-jewish-diaspora.html?referringSource=articleShare
81. ↑   in.reuters.com,  https://web.archive.org/web/20151118100801/http://in.reuters.com/article/2012/08/06/us-science-genetics-jews-idINBRE8751EI20120806. URL consultato il 2 marzo 2014 (archiviato dall'url originale il 18 novembre 2015).
82. ↑  https://web.archive.org/web/20070209230313/http://www.familytreedna.com/nature97385.html
83. ↑  https://www.sciencedaily.com/releases/1998/07/980714071409.htm